# Nathan Mitchell
Nathan Mitchell (n. 15 de julio de 1988 en Mississauga, Ontario), es un actor canadiense. Es principalmente conocido por interpretar a Black Noir en la serie original de Amazon Prime Video, The Boys.

## Biografía
Es de ascendencia trinitense y jamaicana.
Nathan es cinturón negro de Taekwondo y ganó el Campeonato ITF Júnior de Canadá.

### Carrera
Debutó en 2007 con un papel recurrente en la serie Aliens in America. Luego ha aparecido en las series de televisión Arrow, The Tomorrow People, Timeless, iZombie y Supernatural.
En 2018 apareció en la película Scorched Earth y en 2020 en la serie de Netflix, Ginny & Georgia.
Desde 2019 interpreta el papel de Black Noir en la serie de televisión The Boys, basada en el cómic homónimo.

## Filmografía

### Cine
| Año  | Título                     | Papel | Notas           |
| ---- | -------------------------- | ----- | --------------- |
| 2017 | The Marine 5: Battleground | Cole  | Directo a vídeo |
| 2018 | Scorched Earth             | Zee   |                 |

### Televisión
| Año           | Título                               | Papel                 | Notes                            |
| ------------- | ------------------------------------ | --------------------- | -------------------------------- |
| 2007          | Aliens in America                    | Jeffrey               | Recurring role; 3 episodios      |
| 2010          | Flashpoint                           | Sidney                | Episodio: "Follow the Leader"    |
| 2010          | Covert Affairs                       | Tommy                 | Episodio: "Tommy"                |
| 2010          | Unnatural History                    | Greg                  | Episodio: "Maximum Insecurity"   |
| 2010–2011     | How to Be Indie                      | Teach                 | 2 episodios                      |
| 2011          | Falling Skies                        | Parker                | Episodio: "Sanctuary: Part 1"    |
| 2013–2014     | The Tomorrow People                  | Ultra Agent #1        | 2 episodios                      |
| 2014          | The Lottery                          | Camarero              | Episodio: "Pilot"                |
| 2014          | Cedar Cove                           | Tom                   | 2 episodios                      |
| 2014          | Rush                                 | Officer Harwood       | Episodio: "Where Is My Mind?"    |
| 2014          | Arrow                                | Isaac Stanzler        | 2 episodios                      |
| 2015–2016     | Motive                               | Russell Bowman / Phil | 2 episodios                      |
| 2016          | The Real MVP: The Wanda Durant Story | Reggie                | Telefilme                        |
| 2016          | Electra Woman and Dyna Girl          | Stroker               | Episodio 1.1                     |
| 2016          | Twist of Fate                        | Zack                  | Telefilme                        |
| 2016          | Newlywed and Dead                    | Trooper               | Telefilme                        |
| 2016          | Timeless                             | Jay                   | Episodio: "The Watergate Tape"   |
| 2016–2017     | iZombie                              | Singing Mercenary     | Recurrente; 5 episodios          |
| 2017          | Supernatural                         | Kelvin                | 2 episodios                      |
| 2017          | Rogue                                | Coyle                 | Episodio: "A Good Leaving Alone" |
| 2017          | Psych: The Movie                     | Black Gentleman Ninja | Telefilme                        |
| 2017          | Doomsday                             | Richard               | Telefilme                        |
| 2019–presente | The Boys                             | Earving / Black Noir  | Principal; 16 episodios          |
| 2020          | Ginny & Georgia                      | Zion Miller           | 3 episodios                      |